# Adaptador de acoplamiento presurizado

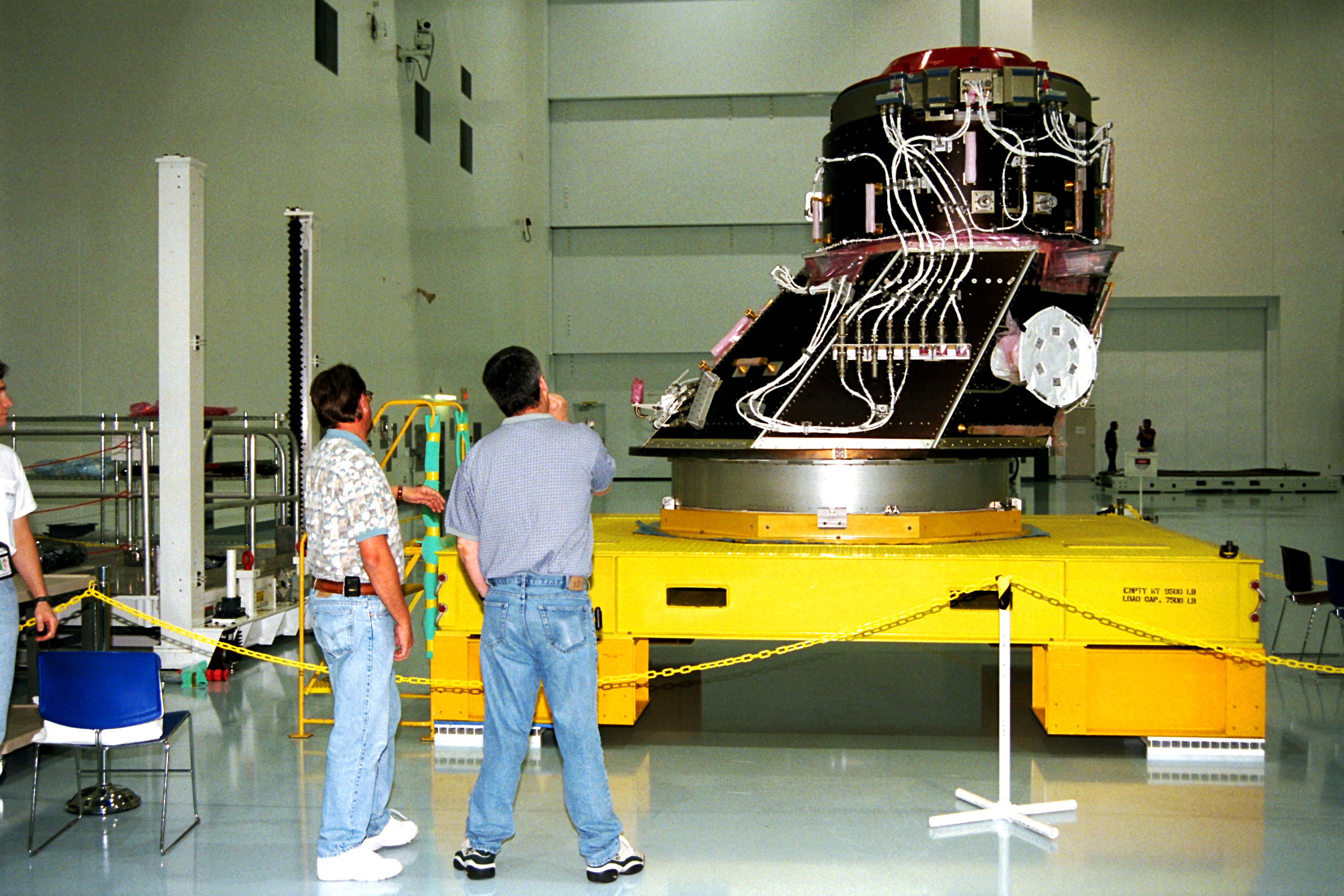
El PMA-3 llegando a las Instalaciones de Procesamiento de la Estación Espacial Internacional (NASA).

La Estación Espacial Internacional (International Space Station, ISS) usa tres Adaptadores de Acoplamiento Presurizados, en inglés Pressurized Mating Adapters (PMAs), para interconectar naves espaciales y módulos con diferentes mecanismos de acople. Los primeros dos PMAs fueron lanzados con el módulo Unity en 1998 a bordo de la STS-88. El tercero fue lanzado en 2000 a bordo de la STS-92.

## Usos
Cada PMA de la EEI se usa de manera diferente, pero los tres realizan las mismas funciones básicas: conectar los puertos CBM(Common Berthing Mechanism) de un módulo de la EEI a un puerto de acoplamiento APAS (Androgynous Peripheral Attach System) de otro módulo o nave visitante.
Para esto los PMAs llevan un puerto pasivo CBM y un puerto pasivo APAS. En su interior están presurizados y climatizados, y a través de los anillos de acoplamiento así como mediante las conexiones externas se consigue la transferencia de energía y comunicaciones de datos.

### PMA-1
Este fue uno de los primeros componentes de la Estación Espacial Internacional. Une el lado ruso de la estación con el lado americano. En la STS-88 la tripulación uso el brazo robótico del transbordador para unir el módulo de control Zaryá al PMA-1, que ya estaba conectado al puerto de acoplamiento de popa del Unity. Ahora el PMA-1 conecta permanentemente esos primeros dos componentes de la estación.

### PMA-2

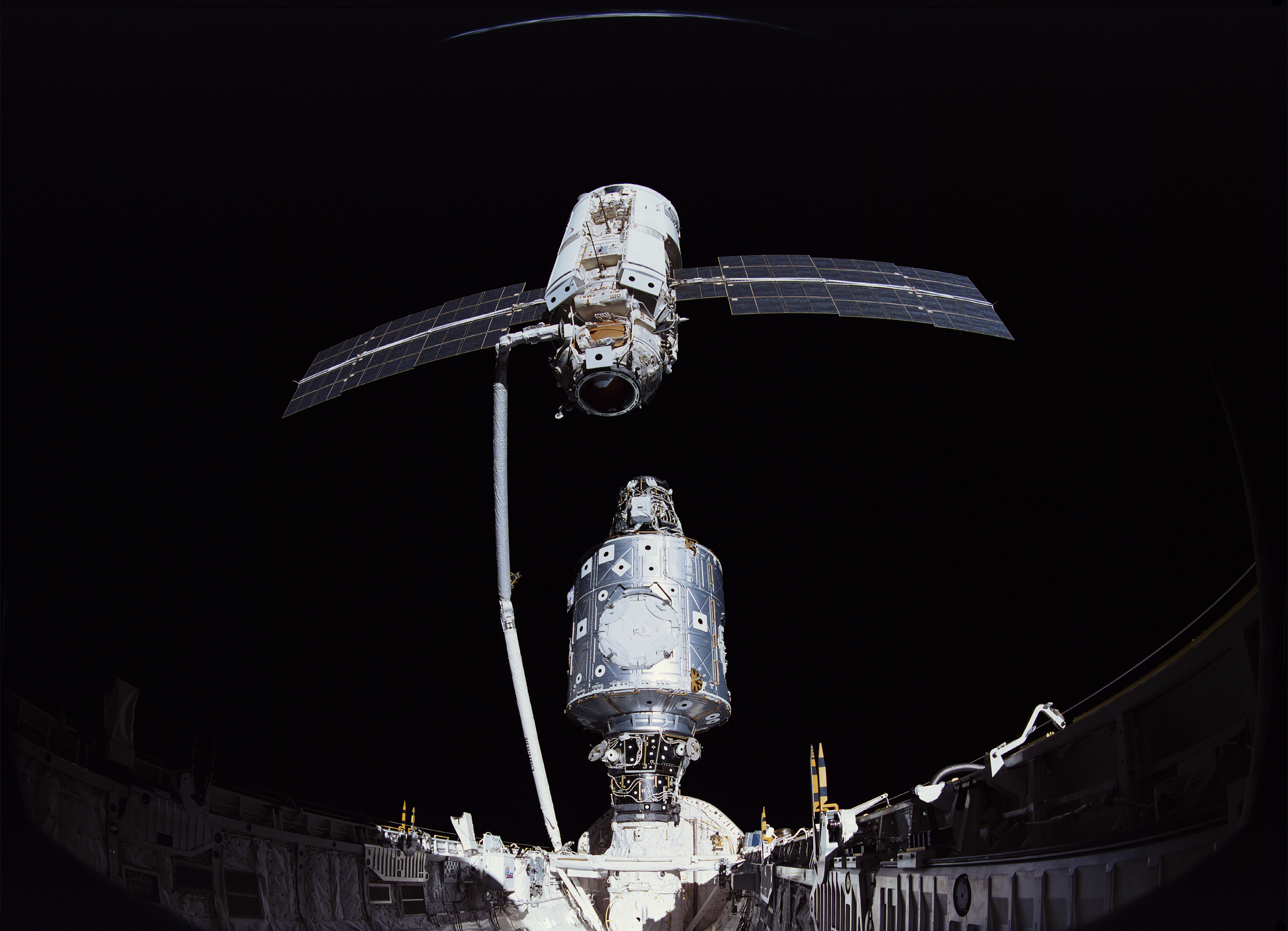
El Unity, acoplado al Endeavour a través del PMA-2, acoplado con el Zarya por el PMA-1 (NASA).

Actualmente el PMA-2 está montado en el puerto delantero del nodo de conexión Harmony, el cual es usado cuando el transbordador espacial se acopla a la estación. Es el único PMA que ha sido equipado con el hardware SSPTS (Station-to-Shuttle Power Transfer System), que le permite al transbordador permanecer acoplado durante más tiempo a la estación espacial.
Debido al  ensamblaje de la estación el PMA-2 ha sido desplazado varias veces de lugar. Inicialmente estaba conectado a la escotilla delantera del Unity, pero con la llegada del laboratorio Destiny en la STS-98 en febrero de 2001, el Destiny fue amarrado a esa escotilla mientras que el PMA-2 fue movido a la escotilla delantera del armazón Z1. Este fue finalmente movido a la escotilla delantera del "Destiny".
(La retirada del PMA-2 del Unity fue la primera vez que el Common Berthing Mechanism (CBM) fue usado para desconectar dos componentes de la EEI.)
Después de que la STS-120 trajera el Harmony a la estación en octubre de 2007, el Canadarm 2 volvió a mover el PMA-2 hasta su posición final en la escotilla delantera del Harmony el 12 de noviembre de 2007. Dos días después, el paquete combinado del Harmony junto con el PMA-2 fue trasladado a su posición final, la escotilla delantera del Destiny. El PMA-2 permanecerá amarrado al puerto delantero del Harmony durante el tiempo restante de la EEI.
Cuando el transbordador se acopla con la estación, su aproximación final se realiza a una velocidad de 0,1 pies (3 cm) por segundo. En cuanto hace contacto con los pestillos del PMA-2 automáticamente amarra las dos naves espaciales. Una vez que se ha detenido el movimiento relativo entre las naves, un astronauta del transbordador repliega el anillo de atraque con los mecanismos del transbordador, cerrando los pestillos para asegurar con firmeza el transbordador a la estación.")

### PMA-3
En octubre de 2000 la STS-92 trajo el PMA-3, montado en un palé para el Spacelab, a la estación.
Inicialmente fue amarrado a la escotilla nadir (de cara a la Tierra) del Unity. Un mes y medio después, cuando la STS-97 llevó el estructura de los paneles solares (el armazón P6), El Endeavour se acopló al PMA-3.
También cuando la STS-98 movió el PMA-2 del Unity al Destiny, el Atlantis fue acoplado al PMA-3.
En marzo de 2001 el PMA-3 fue trasladado a la escotilla del puerto Unity por la tripulación de la STS-102 para hacer sitio para un MPLM (Módulos logísticos multipropósito).
El 30 de agosto de 2007 el PMA-3 fue llevado a la escotilla nadir del Unity para hacer sitio para el acoplamiento temporal del módulo Harmony que fue llevado por la STS-120. Su posición final será la escotilla nadir del Nodo 3 cuando esta sea amarrada al Unity. Una configuración programada para 2010. Mientras el Nodo 3 esté siendo añadido a la EEI, el PMA-3 estará temporalmente acoplado al puerto nadir del Harmony.

## Historia
Los Adaptadores de Acoplamiento Presurizado fueron construidos por Boeing, como era un adaptador similar que permitía al transbordador espacial estadounidense acoplarse a la estación espacial rusa Mir.